# Universités de Douai
Vous lisez un « bon article » labellisé en 2010.
Cet article concerne l’université de Douai qui a existé entre 1559 et 1887. Pour les universités actuelles, voir université de Lille et université d'Artois.

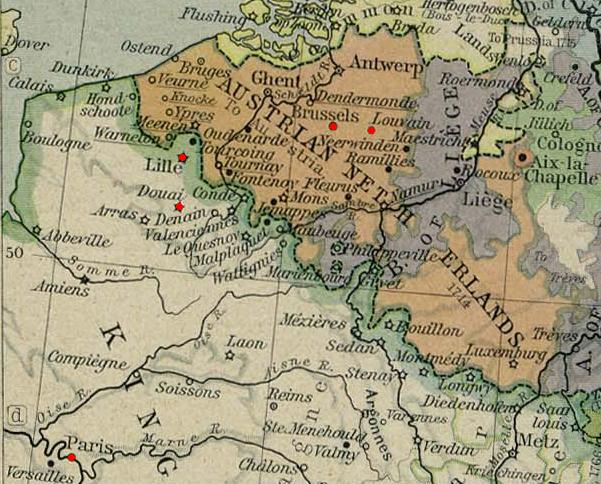
Carte de 1786 : localisation de l'université de Douai et des villes de Paris, Lille, Bruxelles et Louvain

Les universités de Douai sont les trois institutions d'enseignement supérieur qui ont eu pour siège la ville de Douai dans les Pays-Bas espagnols puis en France. L'histoire de la première université de Douai s'étale de 1559 à 1795. Puis, de 1808 à 1815, et à nouveau de 1854 à 1887, Douai est le siège de nouvelles facultés qui sont finalement transférées à Lille en 1887 puis intégrées à la nouvelle université de Lille, établie en 1896. La devise Universitas Insulensis Olim Duacensis de l'université de Lille témoigne de cette filiation.
Peu de temps après le transfert de suzeraineté sur le comté de Flandre du royaume de France à l'Empire, une bulle papale de Paul IV autorise la création de la première université de Douai en 1559. Confirmée également par le pape Pie IV, celle-ci ouvre ses portes en 1562 et comprend cinq facultés autorisées par Philippe II.
L'université compta jusqu’à huit collèges, dix-huit refuges d’abbayes et vingt-deux séminaires, associés aux facultés des arts, théologie, droit canon et droit civil, médecine. La renommée de l'université attira de nombreux professeurs et étudiants français et flamands, mais aussi anglais, écossais et irlandais. « Seconde du royaume avec 1 705 étudiants en 1744, l’université de Douai est, au XVIIIe siècle, un vecteur de la culture française ».
Centre de la Contre-Réforme catholique, l'université de Douai fut impliquée dans des controverses politico-religieuses. Elle accueillit ainsi les intellectuels catholiques anglais récusants en exil sur le continent, en particulier des professeurs de théologie d'Oxford ; c'est dans le collège anglais de Douai que fut achevée en 1609 la traduction de la Bible en anglais connue sous le nom de « Bible de Douay-Rheims », sur laquelle John Fitzgerald Kennedy prêta serment de président des États-Unis en 1961 ; de même le président Joe Biden préta serment en 2021 sur sa bible familiale, éditée jadis à Douai. Après avoir accueilli les adversaires de l'anglicanisme d'outre-Manche et lutté contre le luthéranisme et le calvinisme diffusés aux Pays-Bas espagnols, l'université de Douai s'opposa à la doctrine du gallicanisme promue par le français Bossuet. En 1692, la « fourberie de Douai » permit au pouvoir royal d’éloigner de l'université les professeurs partisans du jansénisme.
Sous l'influence des jésuites, l'enseignement en mathématiques et en sciences expérimentales se développa. L’université de Douai fut également un grand centre de diffusion de la littérature néo-latine à travers l’Europe. En conséquence de la révolution et des guerres européennes qui en découlent, l’université de Douai est progressivement démantelée de 1793 à 1795.

## L'ancienne université de Douai (1559-1795)

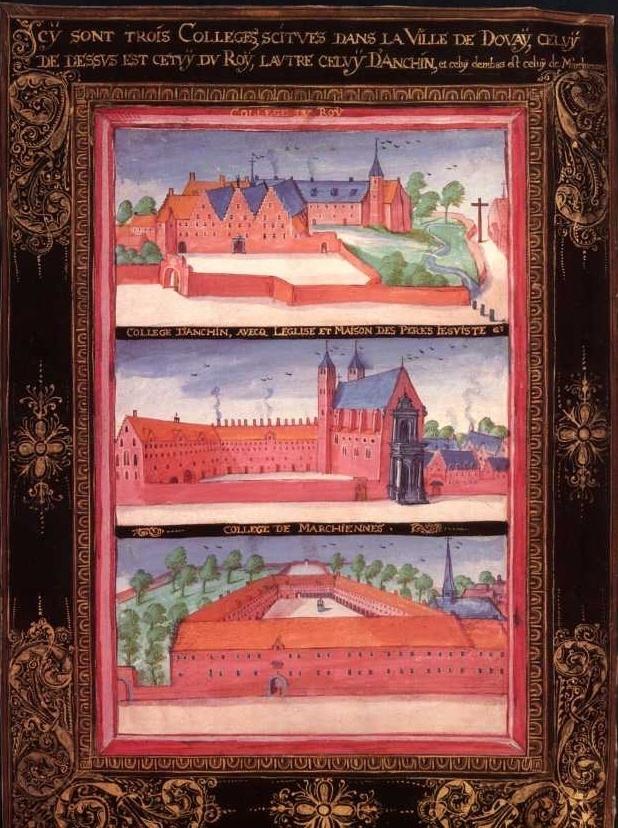
Trois collèges à Douai

### Douai, pôle intellectuel du bas Moyen Âge et de la Renaissance
La désignation de Douai comme site universitaire est un aboutissement à l’époque moderne d’une tradition intellectuelle qui remonte au bas Moyen Âge dans cette principauté du royaume de France. À une dizaine de kilomètres de Douai, l’abbaye d'Anchin était déjà un important foyer culturel du XIe siècle au XIIIe siècle, produisant de nombreux manuscrits et chartes, concurrencée notamment par le scriptorium de l’abbaye de Marchiennes fondée au VIIe siècle, et par les écoles monastiques de l’abbaye d'Hamage, de l'abbaye de Saint-Amand, de l’abbaye de Flines, de la collégiale Saint-Amé et de la collégiale Saint-Pierre de Douai. À ces activités monastiques s’ajoutent celles des écolâtres des abbayes et prieurés de Douai, assurant ainsi au XVIe siècle que « près de la ville, plusieurs abbayes fort riches pouvaient fournir des locaux et des ressources à la nouvelle université ».
Cependant, les liens de vassalité du comté de Flandre envers le royaume de France sont abolis en 1526. En effet, le comté de Flandre devient terre d'Empire par le traité de Madrid (1526), signé par le roi François Ier et l'empereur Charles Quint, confirmé par le traité de Cambrai (1529). C'est donc vers l'empereur que les premières démarches du magistrat de Douai s'orientent en 1531 pour créer une université à Douai. Il faut néanmoins attendre l'avènement de son fils, Philippe II, pour que l'autorisation de fondation de l'université soit vue favorablement, en raison du contexte politique et religieux.
Douai échappe à la propagande réformiste des idées de Calvin, initié à la doctrine de Luther lors de ses études de droit à l’université d'Orléans et dont les écrits de 1536 en latin et en français se propagent dans les provinces françaises et aux Pays-Bas espagnols, jusqu'à l’université de Louvain, où en 1540 cinquante personnes sont soumises à l’Inquisition et d’où le géographe Mercator s’enfuit. En outre, Louvain est une université certes où tout l’enseignement se faisait en latin mais située dans une région de langue flamande, le risque est que les étudiants francophones des Flandres (nom sous lequel on désignait usuellement par synecdoque les Pays-Bas du Sud) préfèrent étudier aux universités de Paris, d’Orléans ou ailleurs situées en territoire francophone, quoique l’enseignement donné uniquement en latin y garantissait l’universalité. Ces aléas politico-religieux favorisent le choix de Douai pour l’installation d’une nouvelle université, officiellement latinophone, mais située en Flandre gallicante, malgré les fortes réticences de Charles Quint, protecteur de Louvain.

### Création de l'université (1559)
À l’instigation de l’évêque d’Arras Antoine Perrenot de Granvelle et du Lillois Jean Vendeville, dans le cadre d’un programme général pour consolider le catholicisme aux Pays-Bas, une université fut établie dans la ville par Philippe II entre 1559 et 1562. En un sens il s’agissait d’une université-sœur de celle qui avait été fondée à Louvain en 1425, à 170 kilomètres de Douai. La fondation fut confirmée par une bulle du pape Paul IV le 31 juillet 1559, puis confirmée encore par le pape Pie IV le 6 janvier 1560. Les lettres patentes de Philippe II, datées du 19 janvier 1561, autorisèrent cinq facultés : théologie, droit canon, droit civil, médecine et arts. L’inauguration solennelle eut lieu le 5 octobre 1562, avec une procession du Saint-Sacrement, et un sermon prêché sur la place du Marché par François Richardot, évêque d’Arras. Le premier chancelier de l’université fut l’Anglais Richard Smyth.
Des études récentes considèrent la fondation de l’université de Douai au XVIe siècle comme un important évènement de l’époque. Tout un travail se fait pour reconstruire son profil dans les différents aspects de sa vie, y compris des prosopographies de ses professeurs et de ses étudiants, en particulier pour sa période des Habsbourg.

### Le fonctionnement de l'université
L'université de Douai comme les autres universités médiévales, était en fait une réunion et un conglomérat de nombreux collèges et fondations gardant leur autonomie, et qui formaient cette nébuleuse qu'était l'« université des études » (Universitas studiorum) de Douai ou université de Douai qui les chapeautait. Le mot Universitas, rappelons-le, avait à l'époque toujours son sens de « corporation ».
Ce système, qui diffère totalement de l'organisation actuelle pyramidale, hiérarchisée et fonctionnarisée de ce qu'on appelle université en France, était commun aux nombreuses universités médiévales et, pour en comprendre le fonctionnement - difficilement compréhensible pour un étudiant contemporain habitué à une université de type hégelien ou napoléonien- l'on peut le comparer à l'organisation toujours en vigueur des universités d'Oxford ou de Cambridge où ce système inchangé est toujours vivant et d'application.

### Les collèges de l'université

#### Les premiers collèges de l'université (1562-1570)
Le premier collège créé à Douai, fondateur de l’université, fut le « collège du Roi », ouvert en 1562.
Suivirent un second collège en 1564 qui fut remplacé par le collège d’Anchin (1568) et celui soutenu par l’Abbaye de Marchiennes (1570).
Ces collèges sont non seulement des lieux d'hébergement des étudiants mais aussi des lieux d'enseignements avec leurs propres maîtres.

#### Le collège d'Anchin (1568-1764)
Le collège d'Anchin fut ouvert en 1568, grâce à une dotation de l’abbé du monastère voisin d’Anchin, et confié aux Jésuites. Il devint le premier collège agrégé à l'université par le nombre de ses élèves : de 200 écoliers lors de la première rentrée en 1568, le nombre passe rapidement à 540 en 1571 et un millier en 1575, dont 400 internes. Contrairement aux pratiques des autres collèges dépendant de la faculté des arts, l'enseignement des Jésuites, basé sur le Ratio Studiorum, est gratuit. « Les professeurs royaux ne représentent que le dixième des trois cents enseignants de la faculté. Le Collège des Jésuites à lui seul occupe 145 maîtres ; c’est le centre le plus important de la faculté ». En 1702, à son apogée, le collège compte 1250 élèves en humanités, philosophie, théologie. On y enseigne aussi la physique, les sciences et les mathématiques.
Le collège fut fusionné avec le collège du Roi après l'expulsion des Jésuites en 1764, sous Louis XV.

#### Participation anglaise, galloise, écossaise et irlandaise (1569-1793)

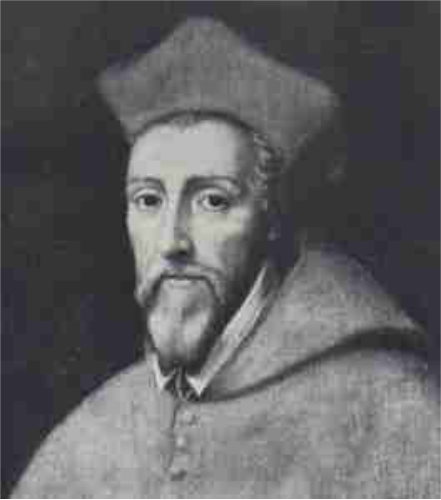
Cardinal William Allen dit Guillaume Alain (1532-1594)

La fondation de l’université de Douai coïncida avec la présence à Douai d’un grand nombre de catholiques anglais, écossais et irlandais, initialement à la suite de l'Acte de suprématie de Henri VIII et Cromwell en 1534, puis lors de l’avènement d’Élisabeth Ire en 1558 et du rétablissement du protestantisme en Angleterre, de son extension en Écosse en 1560 et de la reconquête de l'Irlande par les Tudors achevée en 1603.
Bien que l’université eût été fondée sur le modèle de Louvain, d’où vinrent également la majorité de ses premiers professeurs, elle connut aussi une influence anglaise au cours de ses premières années, plusieurs des postes principaux étant détenus par des Anglais (intellectuels catholiques récusants en exil sur le continent), pour la plupart d’Oxford. Il y a donc lieu de croire que de nombreuses traditions catholiques d’Oxford y ont été perpétuées. Le premier chancelier de l’université fut le docteur Richard Smyth, ancien membre du Merton College à Oxford et Regius professor of Divinity à Oxford. Le professeur Regius de droit canon à Douai fut pendant de nombreuses années le docteur Owen Lewis, ancien fellow du New College, à Oxford, qui avait occupé le poste correspondant dans cette université. Le premier principal du collège de Marchiennes fut Richard White de Basingstoke, autre ancien fellow de New College ; William Allen, après avoir obtenu sa licence à Douai en 1560, y devint Regius professor of Divinity.

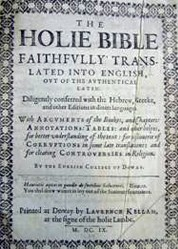
Bible de Douai : Ancien Testament traduit en anglais (1609)

Cette présence anglaise, jointe au rôle de l’université, incita William Allen en 1569 à fonder à Douai un séminaire pour la formation de prêtres anglais dont le programme d’études était partiellement lié à celui de l’université. Le 25 mars 1575, le gouverneur des Pays-Bas espagnols exigea de William Allen le déplacement du collège de Douai, cédant aux pressions des représentants de la reine anglicane Élisabeth Ire d'Angleterre qui exigeait la dissolution du collège catholique. Les membres du collège anglais s'établirent en 1578 à Reims, en France, sous la protection de la maison de Guise. Pendant cet exil temporaire à Reims, les membres du collège traduisirent le Nouveau Testament du latin en anglais, qui fut publié en 1582, avant de revenir s'installer à Douai en 1593. C’est dans ce collège anglais à Douai que fut achevée en 1609 la traduction de la Bible en anglais connue sous le nom de « Bible de Douay-Rheims »,,. Toutefois, la première Bible catholique en anglais comprenant le Nouveau Testament de Reims et l’Ancien Testament de Douai en un seul volume ne fut pas effectivement imprimée avant 1764.
Le collège des Écossais fut établi en 1573 par John Lesley, évêque et historien de Marie Stuart, qui s'opposait à la Réforme écossaise et à la déstabilisation par l'Angleterre protestante de la Auld Alliance entre la France et l'Écosse. Il fut refondé en 1608. Les Écossais résidant en France disposaient automatiquement de la double nationalité française et écossaise en vertu de la Auld Alliance. Ce collège accueillit les exilés partisans des Stuart, les réfugiés jacobites en France, entre 1688 et 1692. Des collections historiques y furent déposées par le roi Jacques II d'Angleterre et VII d'Écosse (dernier monarque catholique de Grande-Bretagne) et par des exilés catholiques écossais, en complément des dépôts faits au collège des Écossais de Paris.
Le collège Saint-Patrick des Irlandais, quant à lui, fut fondé en 1603 par Christopher Cusack,, avec le soutien de Philippe III d'Espagne, allié des irlandais catholiques contre la colonisation de l'Irlande par les Anglais et engagé dans une guerre anglo-espagnole (1585-1604). Hugh O'Neill, 2e duc de Tyrone, meneur de la résistance irlandaise pendant la guerre de neuf ans en Irlande, y fit un passage sur son chemin d'exil d'Irlande vers Rome en 1607. Le collège des Irlandais fut rattaché à la faculté de théologie de l'université de Douai en 1610, dont le doyen était Georges Colvenère
Le collège de la congrégation bénédictine anglaise fut établi en 1610, associé à l'abbaye de Douai créée par Gabriel Gifford et adossé au séminaire bénédictin de Saint Grégoire de Douai créé en 1606 dont le premier prieur fut le Gallois John Roberts. Le collège franciscain de l'ordre des récollets frères mineurs anglais fut établi en 1615, suivi par le collège des récollets écossais en 1625.
Les collèges entretenaient la flamme des indépendantismes écossais et irlandais ; ils étaient de ce fait surveillés par des espions et agents d'influence anglais, tels ceux du réseau de Nathaniel Parker-Forth et Nicolas Madget à partir de 1776. Un arrêté du Consulat daté du 24 vendémiaire an XI (16 octobre 1802) unifia les collèges irlandais de Toulouse, Bordeaux, Nantes, Douai, Lille, Anvers, Louvain et Paris et les fusionna en un seul établissement avec les collèges écossais de Paris et Douai.

#### Développement des collèges et séminaires (1562-1793)

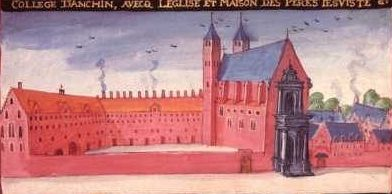
Ancien collège d'Anchin (cartulaire de Douai)

Pour les cinq facultés de l’université, on compte jusqu’à huit collèges, dix huit refuges d’abbayes et vingt-deux séminaires. « Au XVIIIe siècle, l’université de Douai est la seconde du royaume, si l’on considère les effectifs répartis dans ses établissements. Avec un total oscillant entre 1 500 et 2 000, elle dépassait de beaucoup Louvain qui ne rassemblait en moyenne que 400 élèves ». La ville était un centre animé de la vie catholique et les rapports avec l’université ne concernaient pas seulement le Collège anglais, mais aussi les Collèges irlandais et écossais (c’est-à-dire les séminaires), ainsi que les établissements jésuites, bénédictins et franciscains. Pendant quelque temps il y eut aussi une chartreuse.
Le collège d'Anchin fut ouvert quelques mois avant le collège anglais en 1568. En 1570 l’abbé de Marchiennes fonda un collège pour l’étude du droit. L’abbé de Saint-Vaast fonda un collège du même nom en 1619. En 1592, Valentin de Pardieu, seigneur de la Motte et d'Esquelbecq, fonda le séminaire de la Motte, auquel fut adjoint en 1609 le collège de la Motte. Par la suite, outre le Collège du Roi, le Collège d’Anchin, le Collège de Marchiennes et le Collège de Saint-Vaast, nous trouvons le Collège Saint-Thomas-d’Aquin, appartenant aux dominicains, celui du Prieuré Saint-Grégoire de Douai, le séminaire de Haynin et d’autres encore.
En 1605 les Bénédictins établirent un collège à Douai, fondé par John White, dit Augustin Bradshaw, dans des locaux qu’ils louaient au Collège d’Anchin, mais quelques années plus tard, grâce à la générosité du monastère de Saint-Vaast, ils obtinrent un terrain et construisirent un monastère, qui fut ouvert en 1611. La maison acquit une grande réputation pour l’enseignement et fut reconstruite entre 1776 et 1781 ; un grand nombre de professeurs de l’université furent à différents moments choisis parmi ses membres.
Le monastère franciscain fut fondé surtout grâce au père John Gennings, le frère du martyr Edmund Gennings. Il fut établi dans des locaux temporaires en 1618 et les étudiants suivaient provisoirement les cours dans les écoles des jésuites, mais en 1621 un monastère fut construit et tous les enseignements nécessaires y furent donnés.
En 1627, les relevés de la description topographique de la très illustre ville et très brillante université de Douai en Belgique ('Amplissimae urbis et florentissimae universitatis duacensis in Belgica topographica descriptio') effectués à la demande des échevins de Douai par M. Le Bourgeois fournissent la localisation et les plans des collèges de l'université. Le détail des bâtiments est illustré pour collegium regium, schola publica universitatis, collegium aquicinctinum, collegium anglorum, collegium vedastinum, seminarium henninianum, collegium mottanum, seminarium provinciale episcoporum, collegium ordinis praedicatorum, seminarium S. Andreae, seminarium moulartianum ; le plan permet d'identifier la localisation dans la ville des bâtiments des collège Saint-Thomas d'Aquin, séminaire d'Hénin, collège de la Motte, couvent des récollets wallons, refuge de l'abbaye d'Anchin, collège de Marchiennes, maison des Jésuites, collège d'Anchin, séminaire du soleil, séminaire de la Torre, siège de l'université, séminaire de Saint-André des écossais, séminaire Notre-Dame, séminaire du roi, béguinage des Wetz, refuge de l'abbaye de Saint-Vaast, refuge de l'abbaye de Marchiennes, maison des "Six Hommes", collège des bénédictins anglais, collège Saint-Vaast et collège du roi.
Après l’expulsion des Jésuites du collège d'Anchin en 1764, l’arrêt du parlement de Flandres du 3 décembre 1765 « conforte l’université de Douai dans la jouissance des collèges dont elle était en possession avant le 1er janvier 1681 ».
Les maisons bénédictine et franciscaine à Douai étaient proches l’une de l’autre et furent toutes les deux liées dans leur histoire avec la restauration de leurs ordres respectifs en Angleterre. Le 18 février 1793, la guerre étant déclarée contre le royaume de Grande-Bretagne et les Provinces-Unies, « des scellés sont apposés sur les établissements de la Grande-Bretagne » à Douai et, le 8 mars 1793, l’université de Douai fut fermée ; les Anglo-Bénédictins partirent pour l’exil en Angleterre. Les collégiales irlandaises et écossaises furent les seules institutions de Douai à retrouver leur ancien monastère le 16 octobre 1802, et comme la communauté de Saint-Grégoire avait alors fixé son siège de façon permanente à Downside, elle remit sa maison de Douai à la communauté de Saint-Edmond, établie auparavant à Paris. Ces Bénédictins enseignèrent à Douai jusqu’en 1903, mais refusèrent de se conformer à la loi de 1901 de Waldeck-Rousseau sur les associations et à la loi de séparation des Églises et de l'État de 1905, ce qui les contraignit à quitter la France. Ils retournèrent en Angleterre, et s’installèrent à Woolhampton, près de Reading, y fondant la Douai Abbey, connue pour son école - la Douai School - qui ferma en 1999.

#### La fondation de Bronchorst
Par son testament du 20 juin 1629, le bruxellois Henri de Bronchorst fonda une bourse d’étude d’une durée de neuf ans en faveur des membres des lignages de Bruxelles afin de faire des études à l’université de Douai, ce qui explique le nombre important des membres du magistrat de Bruxelles qui furent formés à cette université. Cette bourse existe toujours et chaque année un membre des Lignages de Bruxelles peut l’obtenir auprès de l’administration des bourses d’études de l’ancienne province de Brabant. Le montant de cette bourse est augmenté par l’Association des Descendants des Lignages de Bruxelles.

### Statuts de l’université
De 1559 à 1668, l'université de Douai est dépendante des Pays-Bas espagnols, tout comme l'université de Louvain. En 1616, Jean Druys (dit Drusius), théologien confident des archiducs Albert et Isabelle, est à Douai pour une inspection de l'université. « En 1617, les résultats d’une visitatio de l’université de Louvain (…) conduisit à la publication d’un règlement organique qui portait sur les deux universités. Il fut rapidement suivi de deux règlements spéciaux, pour chaque université séparément »,.
En 1668, Douai et son université passent sous la juridiction du roi de France, par le traité d'Aix-la-Chapelle. « Ce n’est qu’en 1749 que le roi adapta les statuts par la « déclaration portant règlement sur la discipline à observer dans l’université de Douay » avec son « interprétation » en 1750. Ces deux textes régirent l’université jusqu’à son abolition en 1795 ».

### Suppression des facultés et collèges (1793)
Pendant la Révolution française, la Convention nationale ordonne la suppression de tous les collèges et facultés de France le 15 septembre 1793 mais cette loi fut suspendue le lendemain ; les universités subsistèrent en fait jusqu’à la loi du 7 ventôse an III (25 février 1795), créant les écoles centrales.

## Composantes de l'ancienne université de Douai
Sur 1 705 étudiants douaisiens en 1744, près des trois quarts de l’effectif universitaire sont dans la faculté des arts et un quart en théologie ou droit : cela témoigne de l’importance de ces facultés à Douai.

### Faculté des arts (1562-1795)
La faculté des arts de Douai eut une activité intense, son diplôme terminal est la maîtrise en arts, préalable aux études supérieures de théologie et de droit. Tout comme à Louvain et à Paris, le passage par la faculté des Arts était l’étape préalable et obligatoire avant de pouvoir entreprendre les études dans les autres facultés. Elle était une espèce de propédeutique commune.
Sa renommée fut en philosophie et en mathématiques, via (ou en concurrence avec) le collège des Jésuites notamment. « La faculté des Arts dispose de trois chaires (histoire, hébreu, grec) jusqu’en 1704, date à laquelle on crée une chaire de mathématiques, pour des raisons pédagogiques et pour consolider l’influence des Jésuites. Les sciences techniques sont enseignées non pas à l’université mais dans les collèges (...). Les collèges, tenus souvent par les Jésuites qui y enseignent les Arts, sont « agrégés » à l’université. ».
C’est en 1679 que Douai accueille, à côté de l’université, la première école de l'artillerie de France, fondée par Louis XIV, et dont les officiers doivent être formés aux mathématiques et à la chimie. En outre, « le Roi poursuit l'équipement intellectuel de sa marine, en transformant les cours de mathématiques de Caen et de Douai en chaires royales de mathématiques et d'hydrographie (1704) « pour l'instruction des jeunes gens qui prennent le parti de la mer» ».
Le marquis de Pommereuil, lieutenant du Roi et gouverneur de Douai jusqu'en 1718, soutient les développements scientifiques dans les collèges de l'université, bénéficiant à la formation des officiers des armes savantes. « Aux écoles publiques, on fait les cours de mathématiques dès le XVIe siècle, et la refondation de cette chaire par le marquis de Pommereuil en 1705 donne un nouvel éclat aux cours d’optique, de géométrie, d’astronomie, d’architecture militaire, de chimie des alliages, de trigonométrie, capables de former de bons officiers. Les mathématiques et la science douaisiennes ont été illustrées par le mathématicien Charles Malapert au début du XVIIe, qui découvrit sans doute les taches solaires en même temps que Kirchner qu’il rencontra à Ingolstadt, et dans la deuxième partie du siècle par Antoine Thomas, jésuite successeur de Verbiest en Chine, à la présidence du tribunal de mathématiques de Pékin. Ce correspondant de l’Académie des sciences a laissé un œuvre importante ».
« Au XVIIIe siècle (...) en philosophie, on donnait la préférence à la logique, quitte à attribuer une valeur croissante aux sciences elles-mêmes. D'où l'essor dans ce domaine du savoir dans le programme de Douai (...) La physique comprenait : la mécanique, les mathématiques, la physique proprement dite, l'optique, la perspective, l'astronomie, la cosmographie, les éléments de l'histoire naturelle (chimie, histoire, géographie, philologie). On privilégiait les mathématiques, importantes pour la formation des officiers de terre et mer. Douai possédait en outre une riche bibliothèque, un musée d'ethnologie et d'archéologie et un musée de sciences naturelles (...) Malgré la méfiance de l'Église face au progrès scientifique, on suivait de près l'évolution de la science, qui stimulait parallèlement les découvertes ».
Ce n’est que vers 1750 que la langue française supplanta, mais non totalement, le latin, qui résista jusqu’à la Révolution française.
Par la loi du 8 prairial an IV (1795), c’est à Lille et non à Douai que fut créée l’école centrale du département du Nord : successeur de la faculté des arts de Douai, elle fut ouverte effectivement rue des Arts à Lille en décembre 1796. À Douai même, il faut attendre 1802 et la création du lycée impérial pour que l’enseignement des arts et sciences redémarre, suivi par la création des facultés des sciences et des lettres de Douai en 1808.

### Faculté de théologie (1562-1793)

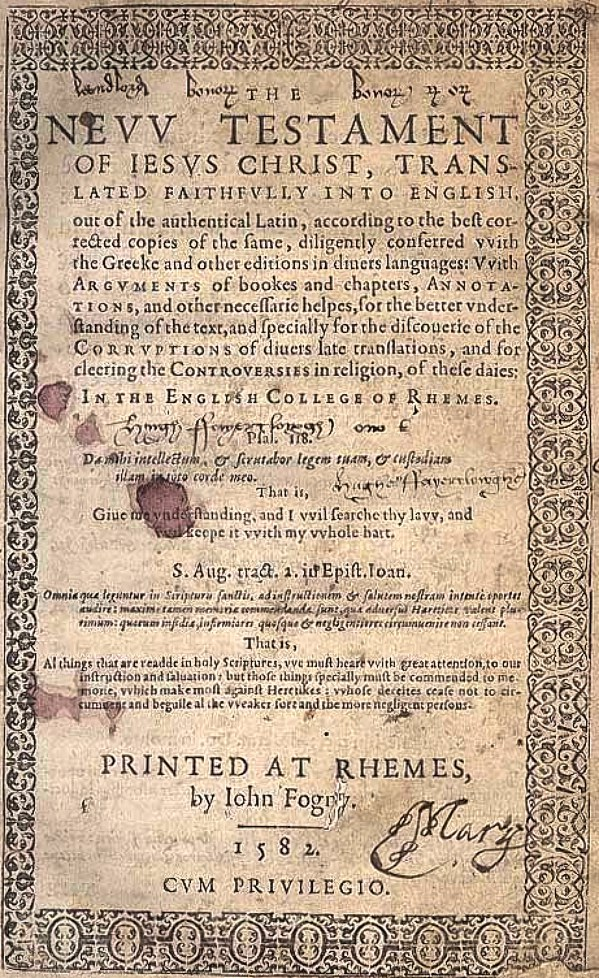
Bible Douai-Rheims : Nouveau Testament (1582)

Après l'obtention de la maîtrise en arts, trois cursus de deux ans à la faculté de théologie assurent les grades successifs de bachelier en théologie, licencié et docteur.
On peut avoir une idée de la qualité de l’université en voyant ce qu’y faisaient certains de ses professeurs. Parmi les plus illustres, qui sont nombreux, il suffit de citer Estius (Willem Hesselszoon Van Est) (1542-1613), le célèbre commentateur des épîtres de Paul. Après des études classiques à Utrecht il passa ensuite une vingtaine d’années à Louvain, à étudier la philosophie, la théologie et l’Écriture Sainte et en 1580 il reçut le grade de docteur en théologie. En 1582, il devint professeur de théologie à Douai, poste qu’il conserva pendant trente et un ans et qu’il joignit pour les dix-huit dernières années de sa vie avec celui de chancelier de l’université, étant par ailleurs pendant de nombreuses années, recteur du séminaire diocésain. Les œuvres d’Estius ont été écrites en latin et, pour la plupart, leurs publications furent posthumes. Notons aussi Leonardus Lessius (1554-1823), professant la philosophie, et François du Bois, dit Franciscus Sylvius (1581-1649), professeur de théologie et vice-chancelier de l’université, mais aussi Gaspard Nemius Dubois, George Colveneere,, ou encore Philippe Cospéan qui impliqua Bossuet dans la controverse de Douai.
Des débats de doctrine ont eu lieu au sein de la faculté de théologie, d’abord contre le gallicanisme avec la déclaration des Quatre articles à laquelle Douai s’oppose initialement en 1683, puis entre jésuites et jansénistes. Après les premiers rayonnements européens insufflés par Guillaume Estius, « la Faculté de théologie est la plus prestigieuse de toutes : Descartes s’y rend plusieurs fois pour parler de son Discours de la méthode avec les universitaires, François Sylvius surtout, « l’un des plus grands théologiens de son siècle et le premier ornement de l’université », qui prit parti contre l’Augustinus de l’évêque d’Ypres, Jansénius. » Des professeurs jansénistes sont exilés par lettre de cachet en 1692, c’est la Fourberie de Douai.
« Cette université de la Contre-Réforme, fondée en 1562, fut marquée par l’influence jésuite dès 1567. Les bénédictins y fondèrent également deux collèges. Le XVIIe siècle, à Douai, fut marqué par de grandes turbulences. Dès 1640, la guerre ravagea le pays, jusqu’à la conquête française en 1667. Louis XIV voulut restaurer l’université, mais très vite, il se heurta à ses résistances dans l’affaire du gallicanisme (1682). Puis, dans la querelle janséniste, la fameuse « fourberie de Douai » permit au pouvoir royal d’éloigner les maîtres proches d’Antoine Arnault. Le XVIIIe siècle s’ouvrit sur une victoire des jésuites : le roi leur confiait à perpétuité, dès 1705, la chaire royale de mathématique fondée pour eux par le gouverneur de Douai. Les jésuites entraient ainsi dans le conseil de l’université, bientôt suivis par les bénédictins à la fin des années 1920. Ainsi les réguliers partageaient le pouvoir avec les séculiers et les autorités municipales. Cependant, dès 1749, un nouveau règlement plaçait l’université sous la férule du parlement de Flandres. Puis, en 1755, le gouverneur des Pays-Bas autrichiens, Charles-Alexandre de Lorraine, qui était le beau-frère de l'impératrice Marie-Thérèse d'Autriche, interdisait à ses sujets d’aller étudier et même enseigner à Douai. L’université était ainsi réduite à sa dimension nationale. En 1764, après deux ans de résistance, le Parlement de Flandres se résigna à expulser les jésuites, plaçant ainsi une large partie de l’université sous la coupe des évêques et du pouvoir séculier. Tel fut le destin de cette école importante, qui comptait plus de 1 000 étudiants, et qui fut en tous points très fidèle au Saint-Siège. La tradition douaisienne fut surtout mathématique et théologique. Université pauvre en prébendes comme en pensions, Douai n’eut pas l’éclat de nombres universités soutenues par le pouvoir, mais elle sut rester libre, face au roi, face à l’épiscopat. Elle se voua surtout à la défense de l’orthodoxie face au jansénisme. ».

### Facultés de droit (1562-1795)
Les facultés de droit canon et de droit civil eurent une activité intense de la création de l’université de Douai jusqu’à la Révolution française. Le Parlement de Flandres siège à Douai à partir de 1713, dans les locaux du refuge de l'abbaye de Marchiennes, et devient ultérieurement la cour d'appel de Douai, ce qui favorise les facultés de droit douaisiennes. La première chaire de droit français est occupée en 1750, soit 71 ans après l’Édit de Saint-Germain-en-Laye (1679) qui les généralise en France.
Un des étudiants emblématiques de ces facultés de droit est Philippe-Antoine Merlin de Douai. Les facultés de droit ont formé de nombreux jurisconsultes des Flandres, tels qu'Adrien Maillart, François Modius, François Patou, Jacques Pollet, Mathieu Pinault, César Baggio, ainsi que Bertrand Cahuac auteur en 1788 d’une traduction commentée des Institutes de Justinien.

### Faculté de médecine (1562-1793)

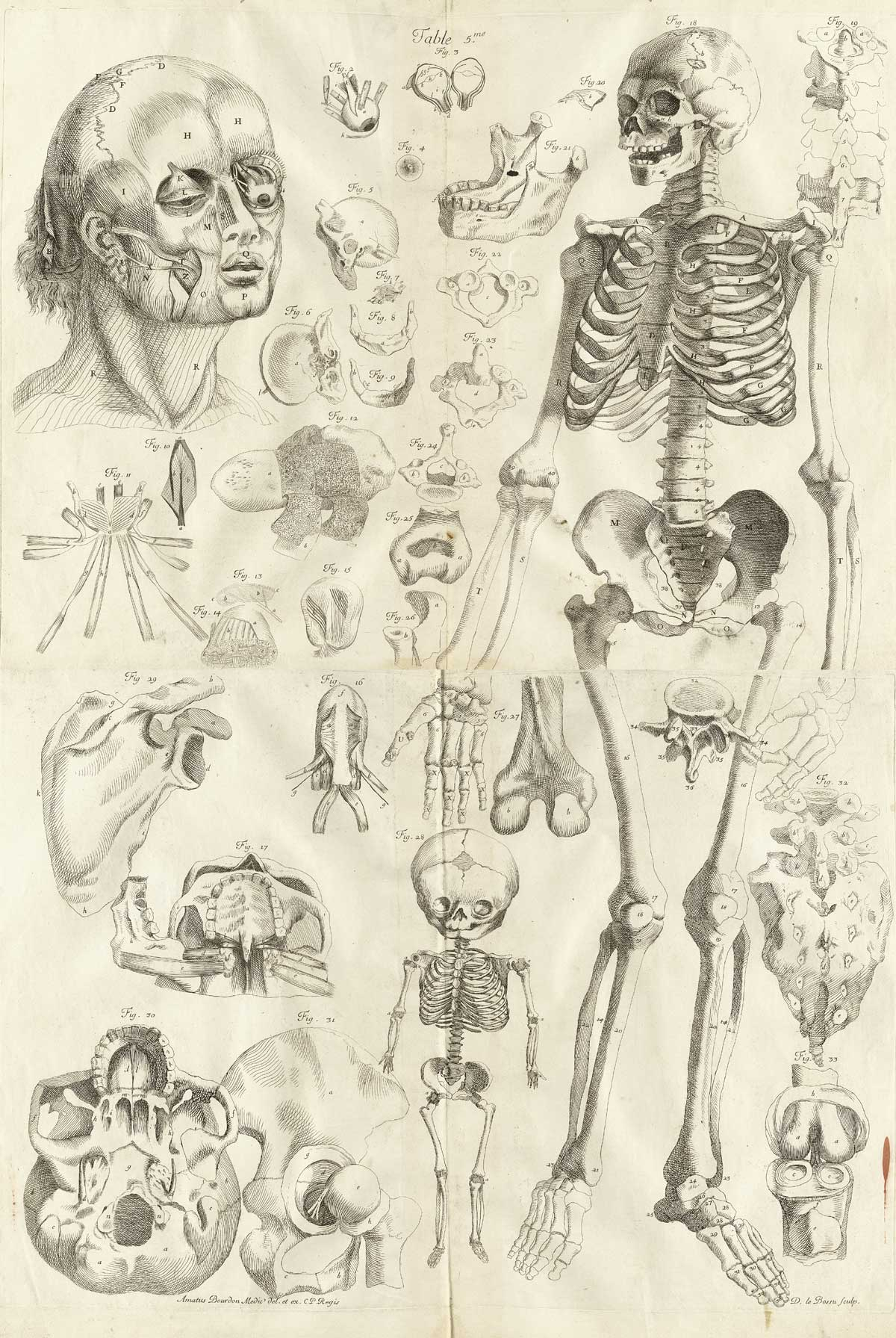
Tables anatomiques d'Amé Bourdon (1678)

La faculté de médecine de Douai vit dans l’ombre d’autres facultés plus renommées, mais n’en est pas moins à la pointe de son temps : « Il y a en médecine un théâtre anatomique dès 1700 ». Les noms d’Amé Bourdon en chirurgie et anatomie, Michel Brisseau en ophtalmologie et Jean-Baptiste Lestiboudois en médecine et botanique, témoignent des enseignements de la faculté de médecine.
En 1805, fut créée à Lille une école préparatoire de médecine, successeur de l’école de chirurgie de Lille fondée en 1705 et qui eut raison de l’enseignement de la médecine à Douai. Son héritière est aujourd'hui la faculté de médecine de Lille (Université de Lille).

## Bibliothèque de Douai
La bibliothèque de l’université de Douai est la seule qui, sous l’Ancien Régime, réunit tous les fonds des facultés ; autre fait unique en France, elle exige de ses étudiants un droit d’inscription à partir de 1770.
« La bibliothèque royale de Bruxelles possède un catalogue de cette bibliothèque pour l'année 1598. Cette liste comprend 20 ouvrages en latin, 17 ouvrages se rapportant à l'étude de l'hébreu (dictionnaires, grammaires et testes présentés en latin), 8 sont espagnols, 3 italiens, 3 français, 3 arabes, 2 néerlandais (flandrice), un portugais, un allemand, un syriaque, un chaldéen, un dictionnaire latin-grec-hébreu ».
Progressivement entre 1795 et 1803, et finalement par application de l’arrêté du 8 pluviôse an XI (28 janvier 1803), les fonds de l’université de Douai sont transférés à la bibliothèque municipale de Douai. Cette bibliothèque fut fondée sur ordre de Louis XV en 1767, après l’expulsion des Jésuites. Elle reçut les collections des jésuites du Collège d'Anchin. Les conservateurs de la bibliothèque Pierre-Joseph Guilmot et Hippolyte-Romain-Joseph Duthillœul en établirent l’inventaire du XIXe siècle. Le lycée impérial de Douai, créé en 1802, en bénéficia. Lors du transfert des facultés de Douai à Lille en 1887, le partage des fonds universitaires et municipaux entre Lille et Douai fut un sujet à controverses.
« Enrichie des confiscations révolutionnaires faites dans les abbayes de Marchiennes, d’Anchin, de Flines et dans les collèges de l’université d’avant la Révolution, elle contenait près de 115 000 ouvrages quand elle fut incendiée par le bombardement du 11 août 1944. Les neuf dixièmes de son contenu furent détruits, mais le fonds de manuscrits et 8 000 imprimés anciens dont 450 incunables furent sauvés in extremis »

## Influence de l'université

### Diffusion des connaissances par l'imprimerie

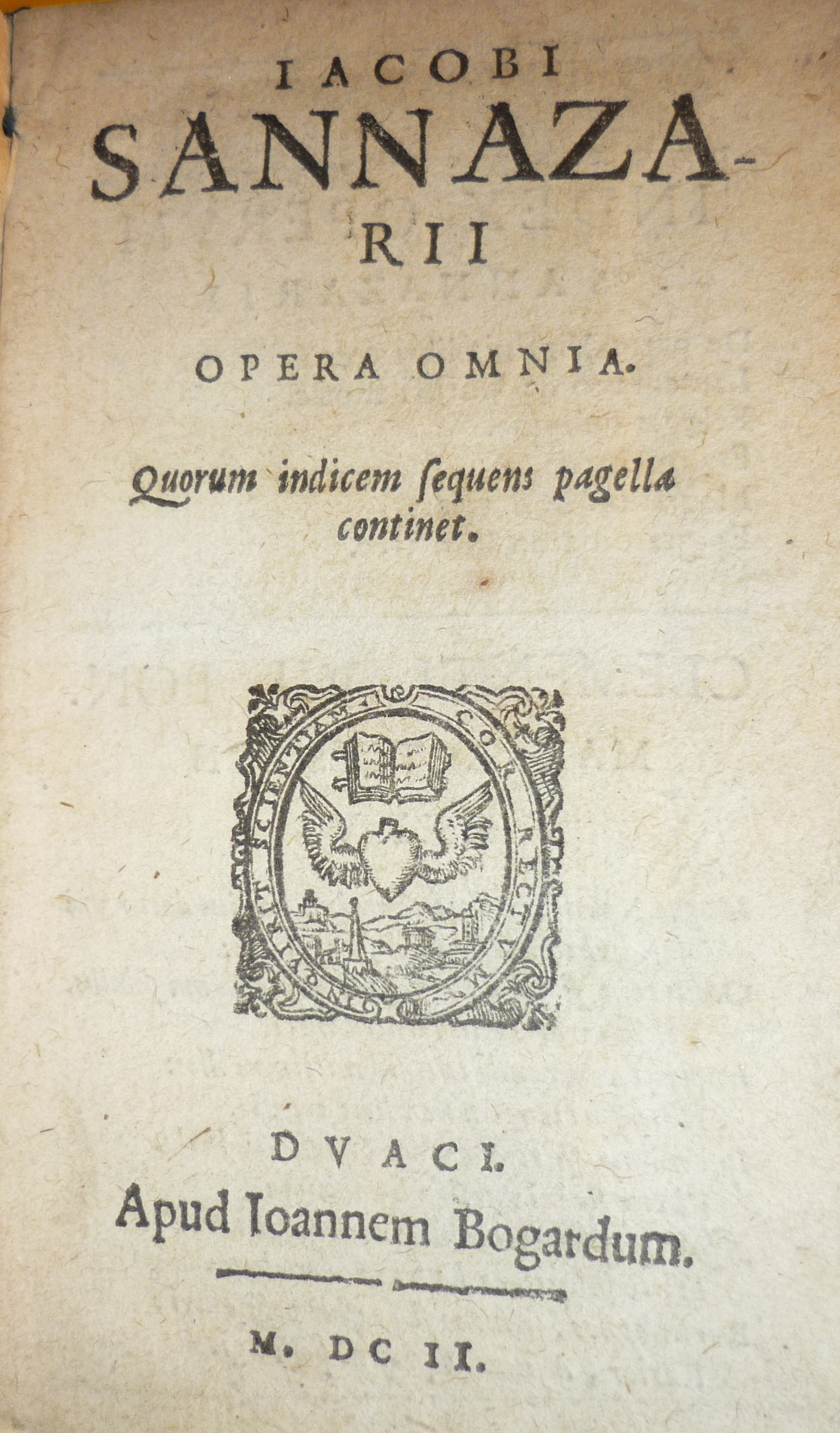
Page de titre des Opera omnia (Œuvres complètes) du poète néolatin Jacques Sannazar publiées à Douai chez Jean Bogard en 1602 (première édition de Douai). Douai fut un grand centre de littérature néolatine.

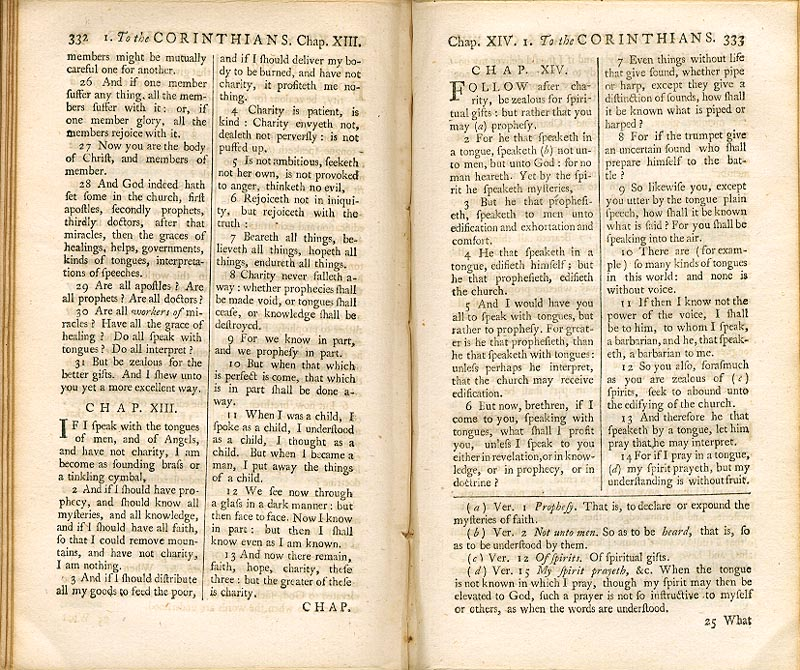
Bible de Douai : Révision du Nouveau Testament par Richard Challoner (1749)

Douai était connue non seulement pour son activité intellectuelle, mais aussi pour ses nombreux maîtres imprimeurs, participant à la diffusion des connaissances principalement en langue latine, mais également en langue française dans les Pays-Bas méridionaux. Le premier document universitaire imprimé dans la ville date de 1563, l’art de la typographie ayant été importé de Louvain par l’imprimeur Jacques Boscard, suivi par l’imprimeur Jean Bogard en 1570, et d’Anvers par l’imprimeur Balthazar Bellère.

### Centre catholique d'études bibliques
Douai fut un centre important pour les études catholiques dans la mouvance de la réforme catholique. Le clergé prédicateur formé à Douai essaima dans les colonies, tels Pierre-Philippe Potier en Nouvelle-France, Charles Carroll le Colon au Maryland et Nicolas Trigault en Chine.
C’est dans les séminaires de Douai que fut formée une grande part du clergé catholique anglais et irlandais à partir de la Contre-Réforme. Lorsque le Saint-Siège autorisa la traduction de la bible en langues vernaculaires, la Bible de Douay-Rheims fut la première bible catholique autorisée traduite du latin en anglais en 1609 et ses révisions ultérieures furent des références pour les bibles catholiques en anglais. « L'édition de la Bible venant de Douai et Reims fut réalisée en Amériques pour la première fois en 1790, grâce à la collaboration d'un imprimeur catholique irlandais, Matthew Carey, et du premier évêque catholique américain, John Caroll. ». C’est sur une Bible de Douai-Rheims que John Fitzgerald Kennedy prête serment de président des États-Unis en 1961.

### Influence religieuse et politique
L’université de Douai fut au centre de débats religieux à implications politiques. Créée pour s’opposer à la Réforme protestante, elle rejeta aussi le pouvoir royal par sa lutte contre Bossuet et le gallicanisme. Son indépendance relative face aux pouvoirs temporels est due à son histoire à la frontière entre les Pays-Bas espagnols et le royaume de France. Les chanceliers et dignitaires de l’université furent conseillers des rois catholiques d’Espagne et des Rois de France. Ainsi William Allen fit le mauvais conseil à Philippe II d'Espagne de lancer l’Invincible Armada contre l’Angleterre. Le conseil de l’université de Douai fut en relations avec les cours de Louis XIV et Louis XV, notamment via Philippe Cospéan et Bossuet ; il fut aussi en relation avec les papes qui contribuèrent initialement au soutien financier de certains de ses collèges. Lors de la Révolution française, en 1791, le clergé universitaire douaisien mit des conditions avant d’envisager de prêter serment à la Constitution civile du clergé, suivant en cela les brefs Quod aliquantum du 10 mars 1791 et Caritas du 13 avril 1791 émis par le pape. Ces conditions furent interprétées comme un refus de fidélité au pouvoir républicain.

### Humanités et modernité
Quand bien même de nombreux ouvrages des encyclopédistes du XVIIIe siècle, tels que l’Encyclopédie de Diderot et D’Alembert en 1751, les publications de Charles-Joseph Panckoucke à Lille et Paris, ainsi que des ouvrages ultérieurs, tels que le Grand dictionnaire universel du XIXe siècle de Larousse, furent mis à l’Index, l’université fut progressivement imprégnée par les idées de la modernité, de la révolution scientifique et les grandes découvertes. En témoignent les travaux précoces en mathématiques, et en anatomie, mettant en défaut le système de Galien, ainsi que l’accompagnement des évolutions des classifications botaniques et zoologiques, étudiés à Douai respectivement par Richard Gibbons et Charles Malapert, Amé Bourdon, Jean-Baptiste Lestiboudois.
Mis à part l'artillerie, l'évolution des techniques frappe à la porte de l'université avec la machine à vapeur de Denis Papin (1707) et Cugnot (1769), les études de Réaumur sur la sidérurgie (1712) et la découverte du bassin houiller d'Anzin entre 1717 et 1734, les débuts de l'industrie textile avec Basile Bouchon (1725) et Vaucanson (1744), et l'essor avec Lavoisier de la chimie agricole dérivée du sucre de betterave (1747).

## Vie étudiante à Douai duXVIeauXVIIIesiècle
Il est difficile de rendre compte de la vie étudiante et de sa diversité, entre l’atmosphère religieuse pour les jeunes élèves des séminaires et celle des facultés académiques d’arts et lettres qui servent tant de propédeutique en deux ans avant d’accéder aux facultés de théologie, droit ou médecine que d’approche de la modernité, des mathématiques et des sciences naissantes, celle enfin des facultés professionnelles où les querelles et influences croisées des professeurs de chaires ont dû rejaillir sur les communautés étudiantes.
Les tapages nocturnes, querelles étudiantes notables et crimes sont peu nombreux (1683, 1701, 1713) : la moitié des étudiants sont des internes, très surveillés. Les droits d’inscription à l’université de Douai sont nommés minervalia, non applicables au collège des Jésuites dont l’enseignement est gratuit. Un attroupement d’un millier d’étudiants est noté le 3 juin 1769 pour contester une taxe étudiante pour l’entretien de la bibliothèque.
La présence de communautés étudiantes de différentes origines géographiques (France, Comté de Flandre, Utrecht, Maastricht et Royaume-Uni notamment), langues (français, néerlandais, anglais) et pays ainsi que les périodes de guerre ont dû peser sur cette vie étudiante, sans négliger les conséquences des jeux d’influences entre les pouvoirs royaux, épiscopaux et celui des congrégations.
À partir de l’édit de Marie-Thérèse du 22 décembre 1755 « portant défense de faire les cours de philosophie ailleurs qu'à l'université de Louvain, à l'exception des habitants du Limbourg », le flux d’étudiants de Flandres se tarit et le recrutement à Douai devient purement national français.
À partir XVIIe siècle l’université de Douai fut sous l’influence des Jésuites et du Saint-Siège, face aux tendances jansénistes des Bénédictins et de l’évêché d’Arras. L'influence religieuse s'atténua lors de l’expulsion des Jésuites en 1765. Les bourses ecclésiastiques se détournèrent alors partiellement des collèges de Douai : ce qui fait que Maximilien de Robespierre, originaire de la ville voisine d'Arras obtint en 1769 une bourse de 450 livres annuelles de l'abbaye Saint-Vaast pour aller étudier au Collège d'Arras à Paris, plutôt qu'à l'ancien collège de Saint-Vaast à Douai, fusionné avec le collège du Roi.

## Douai redevient une ville universitaire auXIXesiècle
Ville qui comme Louvain avait un riche passé universitaire, Douai fut à nouveau choisie d’abord sous le Premier Empire puis sous le Second Empire pour être le siège de facultés universitaires. Cependant, « des conditions nouvelles, ou les germes puissants de conditions entièrement nouvelles, embrassant tous les aspects de la vie économique, psychologique, culturelle et sociale, et la politique par conséquent, (étaient) brutalement apparues dans l’espace de vingt années de la fin du XVIIIe siècle et du début du XIXe siècle, établissant effectivement une rupture », incarnée par la Révolution française et la révolution industrielle, rendant anachronique toute filiation des nouvelles facultés de Douai de lettres, de sciences, puis de droit, avec l’université d’Ancien Régime à Douai[réf. nécessaire].

### Les facultés de l’université impériale à Douai (1808-1815)
Sous le Consulat, « en novembre 1800, s'ouvre un cours d'instruction médicale à l'Académie de Douai », mais il sera éclipsé par l'école de médecine de Lille créée en 1805. Ce n'est pas à Douai mais à Paris et à Bruxelles que furent établies le 15 mars 1801 des écoles spéciales de droit. Un lycée est créé à Douai par la loi du 11 floréal an X (1er mai 1802) ; il est établi dans les locaux du Collège d'Anchin d'Ancien Régime et assure des cours de lettres et de sciences.
Sous le Premier Empire, l’université impériale établit à Douai une faculté des lettres et une faculté des sciences mais elles sont supprimées sous la Restauration. Le décret du 17 mars 1808 redéfinit les grades universitaires : les deux nouveaux baccalauréats, baccalauréat ès lettres et baccalauréat ès sciences, s'inscrivent dans l'héritage de la maîtrise ès arts de l'université d'Ancien Régime ; ils sont délivrés par les facultés des lettres et de sciences. Dans les faits, les facultés des lettres et de sciences de l’académie de Douai ne sont ouvertes que le 1er mai 1810 ; elles sont supprimées par l’arrêté de la Commission d’instruction publique du 31 octobre 1815 confirmée par l’ordonnance du roi du 18 janvier 1816.

#### Faculté des lettres (1808-1815)
Correspondant à la faculté des arts d’Ancien Régime, la faculté des lettres de Douai est établie sous le Premier Empire en 1808, quand est créée l’université impériale, et est ouverte le 1er mai 1810 ; elle est alors associée au lycée impérial de Douai pour la collation des grades (le baccalauréat et la licence, essentiellement). « Elle sera comprise du professeur de belle-lettres du lycée, et de deux autres professeurs. Le proviseur et le censeur pourront leur être adjoints. Le doyen sera choisi parmi les trois premiers ». Cependant « à Douai, par exemple, il n’y a en 1814, qu’un seul professeur à la faculté de lettres ». L’arrêté du 31 octobre 1815 supprime dix sept facultés de lettres et trois facultés de sciences, par mesure d’économie. La faculté des lettres est donc formellement supprimée fin 1815, le lycée restant actif et préservant ses enseignements, et elle est ré-établie en 1854.

#### Faculté des sciences (1808-1815)
Correspondant également à la faculté des arts d’Ancien Régime, la faculté des sciences de Douai eut une existence éphémère de 1808 à 1815, tandis qu’à Lille l’enseignement des sciences se développait davantage, au rythme des arts industriels. Associée au lycée impérial de Douai créé en 1802, est établie « une faculté de sciences. Le premier professeur de mathématiques du lycée en fera nécessairement partie. Il sera ajouté trois professeurs, l'un de mathématiques, l'autre d'histoire naturelle, et le troisième de physique et de chimie. Le proviseur et le censeur y seront adjoints. L'un des professeurs sera doyen ». Selon le décret du 17 mars 1808, un prérequis pour être reçu bachelier de la faculté des sciences est de réussir la première partie du baccalauréat (i.e. le baccalauréat de la faculté de lettres) ; aussi la suppression de celle-ci de 1816 à 1854 entraine la disparition de celle-là. Son héritière est par la suite l’université des sciences et technologies de Lille (Lille I).

### Intermède sans faculté dans l'Académie du Nord (1816-1854)
Sous la Restauration et la monarchie de Juillet, il n’y a pas de faculté et d’enseignement supérieur dans l’académie du Nord, dont Douai est le siège. Les anciennes facultés des universités situées à moins de 200 kilomètres autour de Paris, telles que celles de Douai, Orléans et Reims, sont dans la même situation : l’enseignement supérieur national est alors centralisé à Paris.
En 1849, Albert de Broglie s’en inquiète dans La Revue des Deux Mondes (tome 4, 1849) : « Les facultés de droit et de médecine, principalement celles de Paris, sont suivies par une affluence considérable d’élèves : leurs auditoires sont pleins, et leurs grades ne manquent pas de compétiteurs. Les facultés des sciences sont déjà beaucoup moins recherchées. Les grades dont elles ont la collation étant pourtant nécessaires pour les élèves de médecine, cette circonstance leur assure encore un nombre assez raisonnable, sinon d’auditeurs de leurs cours, au moins de candidats à leurs examens. Il en est autrement des facultés des lettres : malgré l’incontestable mérite de leurs professeurs, celles-ci sont presque désertes. D’élèves réguliers se faisant inscrire pour suivre les cours, passant par la filière des grades, elles en comptent un si faible nombre, qu’il serait risible d’en parler. (…) le dernier et plus sérieux grief que nous ayons à élever contre notre système d’éducation publique : il est parisien, il est centralisateur par excellence. (…) ce sont les deux tiers ou les trois quarts des élèves des facultés qui sont compris dans la seule académie de Paris. »
En fait, dans l'académie du Nord, ce sont des chaires municipales qui prennent la relève de l'enseignement universitaire national : en sciences, les figures de Charles Delezenne et Frédéric Kuhlmann s'imposent à Lille de 1817 à 1854.

### Les facultés de Douai sous le Second Empire et laIIIeRépublique

#### Faculté de lettres (1854-1887)
Sous le Second Empire, Douai retrouve une faculté de lettres par la loi du 14 juin 1854 du Corps législatif et le décret du 22 août 1854 sur l’organisation des académies, tandis que Lille bénéficie d’une faculté de sciences et développe son école de médecine. Une pétition, adressée en 1870 au Corps législatif, demande l’établissement d’une chaire de langue et de littérature flamandes à la faculté de lettres de Douai. Mais la faculté des lettres est transférée à Lille en 1887 pour former l’université de Lille en 1896. Il y eut 91 enseignants titulaires aux facultés des lettres de Douai et Lille sous la Troisième République. Son héritière est par la suite l'université Lille III.

#### Faculté de droit (1865-1887)
Une faculté de droit est établie à nouveau à Douai par décret impérial du 28 avril 1865 : « Cette faculté comprend sept chaires, savoir: trois chaires de droit Napoléon, une chaire de droit romain, une chaire de procédures civiles et de législation, criminelle, une chaire de droit commercial, une chaire de droit administratif ». Mais la faculté de droit est transférée à Lille en 1887 pour former l’université de Lille en 1896. Ses héritières sont par la suite l’université du droit et de la santé (Lille-II) et l’UFR de droit de l’université d'Artois à Douai.

### Transfert à Lille (1887)
L'université de Douai était certes en symbiose avec les institutions d'Ancien Régime et leurs successeurs : la faculté de théologie fut animée par les congrégations religieuses associées aux séminaires, collégiales et abbayes voisines, l'école d'artillerie jouxtait la faculté des arts et les chirurgiens de l'hôpital militaire étaient associés à la faculté de médecine, la faculté de droit bénéficiait de la proximité du Parlement de Flandres puis de la cour d'appel de Douai ; le collège royal de Douai justifiait le siège de l'Académie à Douai.
Cependant au XIXe siècle, l'essor des applications non-militaires des sciences, de l'industrie et du commerce, ainsi que de la médecine, est davantage soutenu à Lille. Ainsi, le 21 mars 1877, le doyen Charles Viollette de la faculté des sciences de Lille écrit un premier mémoire en faveur du transfert des facultés de Douai à Lille. À partir de 1877, il eut lieu de vifs débats à l'Assemblée nationale sur l'éventuel transfert des facultés à Lille, notamment entre républicains laïcs et traditionalistes catholiques. Les édiles républicains lillois menés notamment par Géry Legrand, sénateur-maire de Lille, et ses adjoints Charles Viollette et Henri Masquelez, soutenus par la Société des sciences de Lille et la Société industrielle du Nord de la France, établirent une convention avec l'État représenté par Louis Liard, directeur de l'enseignement supérieur, afin d'assurer à la métropole lilloise un équipement universitaire de qualité, dans la continuité des succès de la faculté des sciences de Lille, de la faculté mixte de médecine et pharmacie de Lille, et de l'essor de l'Institut industriel du Nord.
Par le décret du 22 octobre 1887 de la Troisième République, les facultés de Douai et le siège de l’Académie sont transférés à Lille, rue Jean-Bart, à une trentaine de kilomètres au Nord de Douai. Par la suite l'université de Lille qui rassemblera ces facultés sera finalement créée en 1896.
Aujourd’hui, l'université de Lille et l’université d'Artois se considèrent comme les héritières de l’université de Douai fondée par Philippe II. La devise de l'université lilloise est d'ailleurs : Universitas Insulensis Olim Duacensis (c'est-à-dire Université de Lille jadis de Douai).

## Vie étudiante à Douai auXIXesiècle
Les effectifs de la faculté de lettres entre 1810 et 1815 ne permettent pas de différencier les étudiants des lycéens de Douai. Les deux facultés présentes à Douai à partir de 1865 ne conduisent pas les étudiants à s’organiser en corps constitué de mouvements étudiants, sauf lors du débat sur le transfert des facultés de Douai à Lille entre 1880 et 1887. Après la publication du décret le 26 mars 1887, le transfert est effectué en quelques mois et la rentrée de novembre 1887 s’effectue à Lille. Les étudiants et la population de Douai manifestent lors du passage du train du ministre Eugène Spuller se rendant à Lille en 1887.

## Personnalités

### Enseignants liés à l'ancienne université de Douai

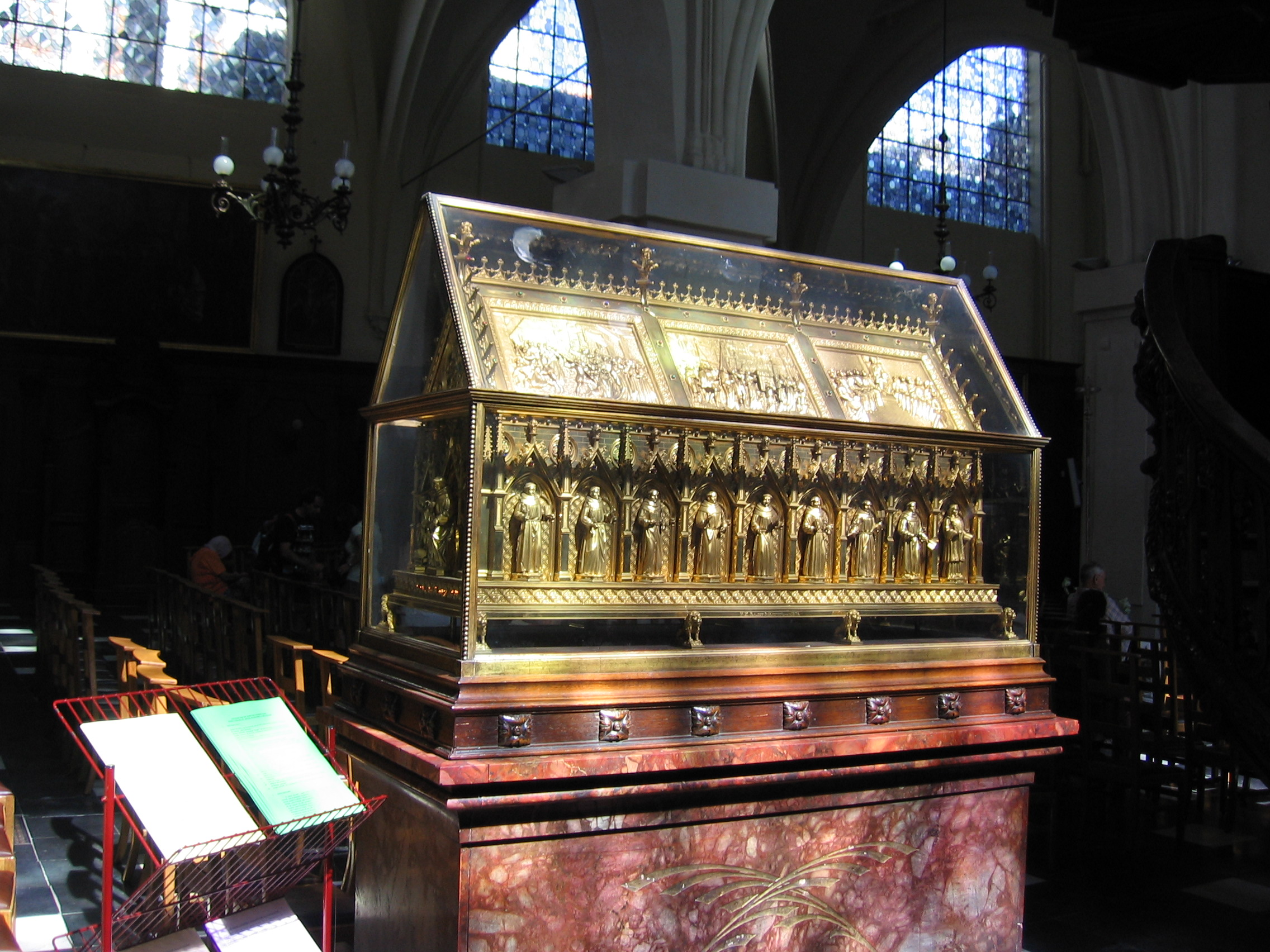
Guillaume Estius
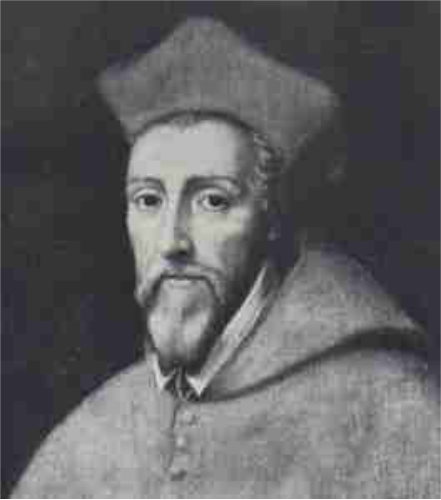
Guillaume Alain
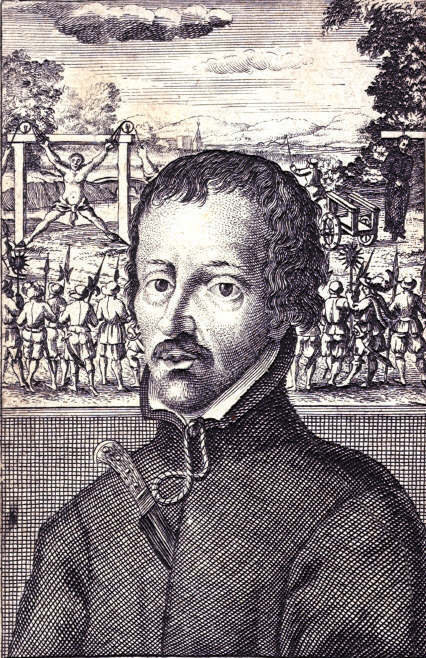
Edmond Campion
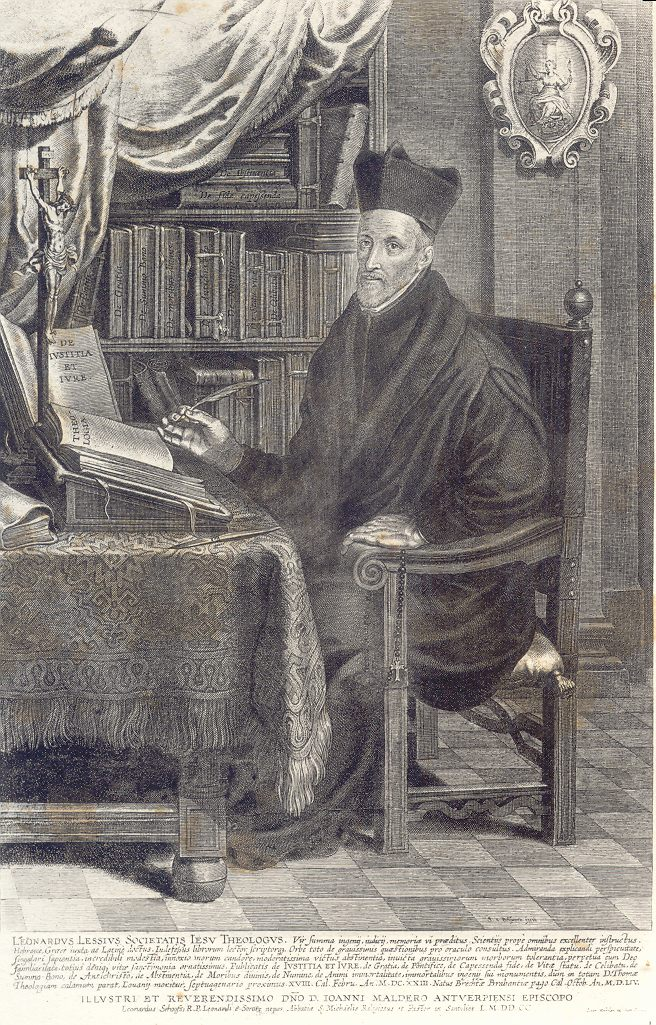
Lenaert Leys
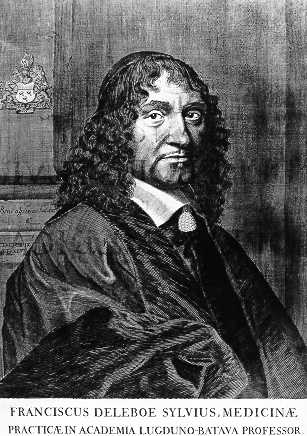
François Du Bois dit Sylvius

Les premiers professeurs sont issus principalement de l'université de Louvain et de l'université d'Oxford. Sont ensuite établies des procédures de recrutement par concours. La notoriété européenne de professeurs de l'université de Douai est attestée.
L'université a compté dans les rangs de son corps enseignant des professeurs issus de Louvain, tels que Jean Vendeville (1527-1592), cofondateur de l'université de Douai, professeur de droit canon et droit civil à Douai dès 1562, Jean Ramus (1535-1578), professeur de droit canon et droit civil à Douai dès 1562, Boëtius Epo (1529-1599), professeur de droit canon et règles de droit à Douai dès 1562, auteur de l'oraison funèbre de Philippe II d'Espagne, Adrien Puessen, professeur de droit à Douai pendant 37 ans dès 1562.
Les professeurs issus d'Oxford ont eu des rôles administratifs et théologiques importants à Douai, tels que Richard Smyth, (1499-1563), regius professor of divinity à l'université d'Oxford, puis premier chancelier de l'université de Douai, Thomas Stapleton (1535-1598), ancien fellow du New College (Oxford) à l'université d'Oxford, théologien au Collège anglais de Douai et au Collège d'Anchin (Douai), auteur de plus de 35 ouvrages sur les hérésies et premier utilisateur du terme Huguenot, auteur d'une biographie des Tudor valorisant le rôle de Thomas More, Owen Lewis, ancien fellow du New College à l'université d'Oxford, traducteur, William Allen (1532-1594), fondateur en 1569 du séminaire de Douai (Collège anglais de Douai), traducteur de la bible en anglais, Richard Bristow,(1538 - 1581), préfet des études au collège des Anglais, collaborateur de William Allen, traducteur de la bible en anglais.
Le Collège des Jésuites a compté dans ses rangs Louis Richeome (1544-1625), grand auteur jésuite, présent à Douai en 1606, Richard Gibbons (1549-1632), jésuite, professeur de philosophie et mathématique, théologien et collaborateur de Francisco de Toledo. De nombreux théologiens et philosophes de renom ont professé à Douai, tels que Frans de Costere (1532-1610), recteur des collèges de Douai (1572-1574), Edmond Campion, (1540–1581), théologien au Collège anglais de Douai, ultérieurement l'un des quarante martyrs d'Angleterre et de Galles, Guillaume Estius dit Willem Hessels van Est (1541-1613), docteur professeur de théologie à Douai dès 1562, président du séminaire du roi (1582), Leonardus Lessius (1554-1823), étudiant à Louvain, professeur à Douai pendant 7 ans puis à Louvain, Philippe Cospéan (1571-1648), théologien inspirateur de Bossuet, ami de Richelieu, François Du Bois, dit Franciscus Sylvius (1581-1649), professeur de philosophie au Collège du roi, président du séminaire des évêques en 1618, docteur en théologie en 1620 et professeur à la faculté de théologie, vice-chancelier de l'université, René Descartes (1596-1650), conférencier à la faculté de théologie de Douai, John Francis Wade (1711-1786), musicien compositeur, auteur de l'hymne Adeste Fideles.
La médecine, l'astronomie et les mathématiques sont marquées à Douai par les figures de Nicolas de Nancel dit Nancelius Trachyenus Noviodunensis (1539-1610), médecin et humaniste, professeur à l'université de Douai, et qui occupe la chaire de grec à Douai de 1562 à 1565, Charles Malapert (1581-1630), astronome, professeur de mathématiques au collège d'Anchin à Douai, recteur du collège des Ecossais de Douai, Michel Le Peletier de Souzy (1640-1725), intendant de l'université de Douai, puis surintendant général des postes et relais, conseillers d'État et intendant des finances royales, Dominique Antoine Candide d'Anville (1721-1772), napolitain apparenté à la famille de Jean de Witt, qui occupe la chaire de mathématiques de 1768 à 1772
Le Pan est le premier titulaire de la chaire de droit français (droit civil) à l'université de Douai en 1750. Parmi ses successeurs, notons Louis-Désiré-Joseph Bonnaire (1750-1795), avocat au parlement de Flandres, professeur à la chaire de droit français à Douai en 1788, maire de Douai en 1790 et 1791, Pierre Joseph Simon de Maibelle (1728-1795), professeur de la faculté de droit de Douai en 1754, député du tiers État aux États généraux de 1789 et Assemblée constituante.

### Étudiants liés à l'ancienne université de Douai
Les facultés de droit et théologie de Douai sont les plus réputées et attirent de nombreux étudiants durant trois siècles.

#### Étudiants en théologie

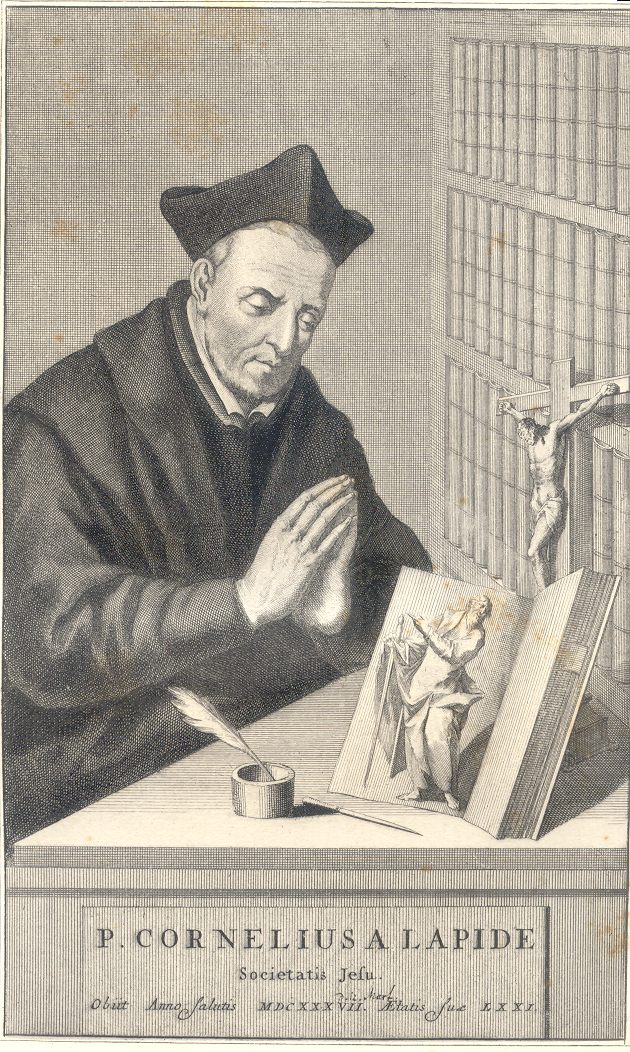
Le père Cornélius a Lapide (1567-1637).

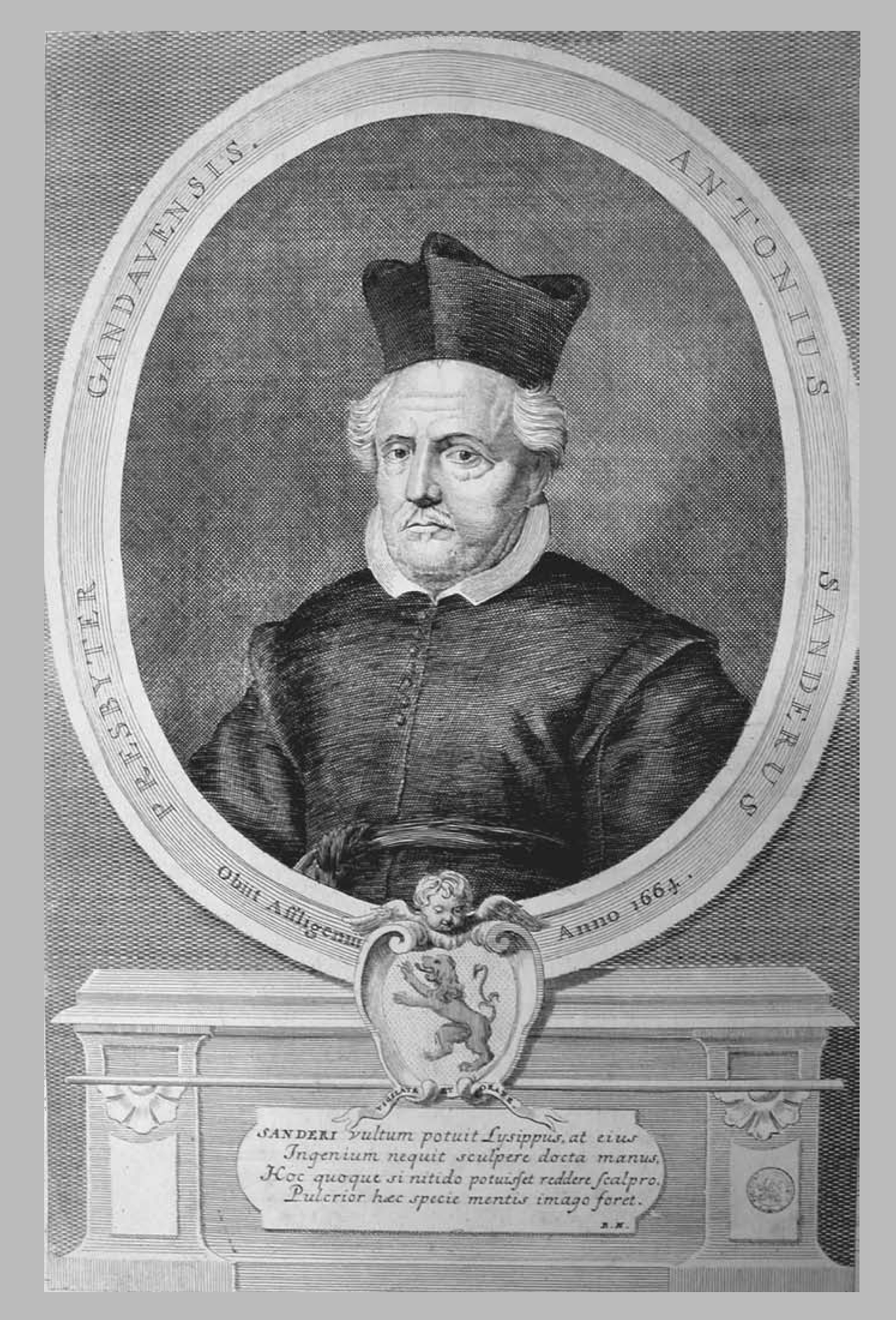
Antoine Sandérus (1586 – 1664).

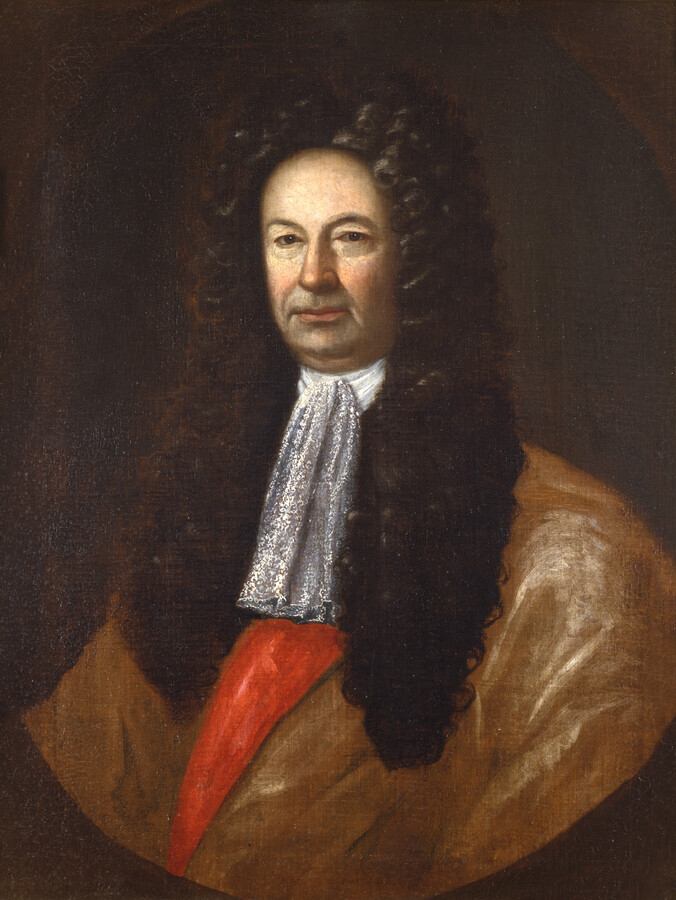
Charles Carroll le Colon (1661-1720).

L'université de Douai a formé de nombreux théologiens, exégètes et biblistes, tels que Martín Antonio Delrío (1555-1608), prêtre jésuite des Pays-Bas, juriste, philologue et exégète de renom, Cornélius a Lapide (en néerlandais : Cornelis Cornelissen Van Den Steen) (1567-1637), théologien et bibliste de renom, François Du Bois, dit Franciscus Sylvius (1581-1649), étudiant en théologie à Douai puis successeur de Guillaume Estius, Peter Wadding (1581- 1644), théologien, Antoine Sandérus (1586 – 1664), licencié en philosophie de l'université de Douai, étudie la théologie auprès de Guillaume Estius, Alexandre Wiltheim (1604-1684), théologien, fondateur de l’archéologie luxembourgeoise, Honoré Tournély (1658 – 1729), professeur de théologie, Edward Hawarden (Harden) (1662-1735), théologien, Étienne Célestin Enoch (1739 - 1825), évêque de Rennes, Louis-Joseph Dumarquez (1746-1805), chanoine, poète.
Certains étudiants de Douai devinrent missionnaires, tels que Nicolas Trigault (1577 - 1628), jésuite missionnaire en Chine qui œuvra pour la romanisation de l'écriture chinoise, Charles Carroll le Colon (1661-1720), meneur catholique de la colonie du Maryland, Pierre-Philippe Potier (1708-1781), missionnaire auprès des Hurons en Nouvelle-France et lexicographe.
Les collèges anglais, irlandais et écossais sont associés à la faculté de théologie et aux séminaires où étudient des personnalités récusantes destinées à être prêtres catholiques en Grande-Bretagne. La figure principale est William Allen (cardinal) (1532-1574) : après avoir obtenu sa licence à Douai en 1560, il y devint regius professor of divinity, avant de devenir cardinal. L'exégèse biblique et la traduction de la bible sont des activités auxquelles contribuèrent Thomas Worthington, (1549-1627), annotateur de la Bible, et qui présida le Collège anglais de Douai, Robert Southwell (1561–1595), l'un des quarante martyrs d'Angleterre et de Galles, et qui eut pour professeur de philosophie à Douai Leonardus Lessius, Gregory Martin(c. 1542 – 1582), traducteur de la bible en anglais (Bible de Douai ou Douay-Rheims Bible) à partir de la Vulgate latine, William Bawden ou Baldwin (1563-1632), étudiant à l'université de Douai, et qui fut impliqué à tort dans la Conspiration des poudres, George Blackwell, étudiant au Collège anglais de Douai en 1575, théologien, impliqué dans l''Archpriest Controversy' en 1598, Thomas Dempster (1579–1625), historien, diplômé du collège des Ecossais de Douai, Thomas White (1593-1676), philosophe et polémiste qui attaqua l'infaillibilité papale, Richard Challoner (1691 – 1781), étudiant au Collège anglais de Douai, après avoir obtenu sa licence à Douai en 1719 puis son doctorat, il y devint professeur de philosophie, puis de théologie et publia une révision de la Bible de Douai,
Adolphe Édouard Casimir Joseph Mortier (1768 - 1835) étudie au Collège des Irlandais, puis devient maréchal de France en 1804.

#### Étudiants en droit

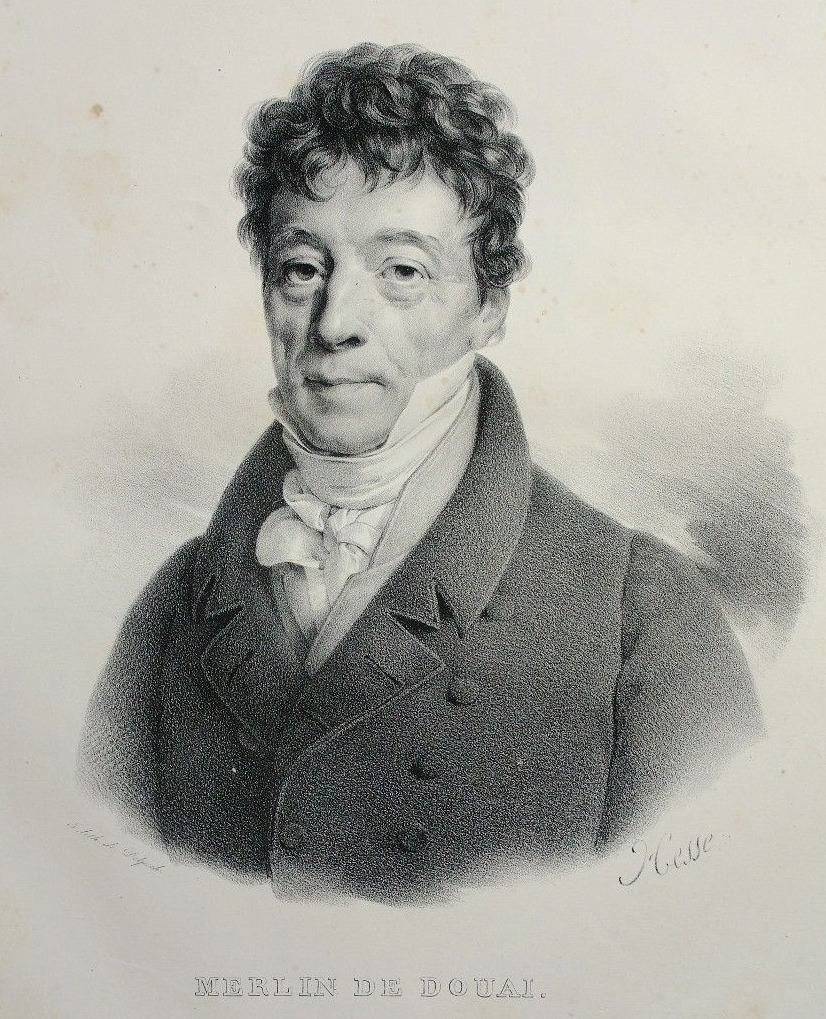
Philippe-Antoine Merlin de Douai (1754-1838).

Plusieurs anciens étudiants en droit à Douai se sont illustrés, en France, en Flandre et aux Pays-Bas notamment.
François Modius (1556-1597), étudiant en droit à Douai de 1570 à 1575, devient un humaniste des Pays-Bas espagnols. Jan Cornets de Groot, dit Johan de Groot (1554 - 1640), ancien étudiant à Douai devient patricien de Delft et père de Hugo Grotius. Mathieu Pinault, (1624 -), docteur en droit de l'université de Douai, est juriste à Cambrai et président à mortier à Tournay. Joseph Alexis Poutrain (1684 - 1761), est un juriste et historien. John Bowles (1751 – 1819), licencié en droit de l'université de Douai en 1779, est avocat et auteur de plus de 33 pamphlets anti-républicains sur la guerre britannique contre la France révolutionnaire. Pierre-Antoine-Samuel-Joseph Plouvain (1754-1832), avocat au Parlement de Flandre, est juge à Douai et historien. Philippe-Antoine Merlin de Douai (1754-1838), avocat au parlement de Flandre, est député aux États Généraux, à la Convention et au Conseil des Cinq-Cents, membre du Directoire, ministre de la Justice (1795), Comte d'Empire (1810), membre de l'Institut et de l'Académie française (1803).

#### Étudiants en médecine
La faculté de médecine de Douai vit dans l'ombre d'autres facultés. Trois personnalités historiques en ressortent : d'abord Amé Bourdon (1636 ou 1638 - 1706), physicien et anatomiste, et Michel Brisseau (1676 - 1743), docteur puis professeur de la faculté de médecine de Douai en 1720, médecin major de l'hôpital militaire de Douai en 1714, a donné le nom de chambre à l'espace entre le cristallin et la cornée, fut le premier à distinguer la cataracte du glaucome, enfin Jean-Baptiste Lestiboudois (1715-1804), licencié en médecine de Douai, professeur de botanique à Lille.

#### Autres étudiants
Les facultés des arts, de lettres et de sciences de Douai, tout comme les autres facultés, attirent des étudiants des Flandres (actuelle Belgique), tant francophones que néerlandophones, l'enseignement étant d'ailleurs donné en latin.
Parmi les mathématiciens et physiciens sont notables les travaux de François d'Aguilon (aussi Aiguillon ou en latin Aguilonius) (1567 - 1617), étudiant en philosophie à Douai, prêtre jésuite brabançon, mathématicien, physicien, maître en optique et architecte, Cornelis de Jode (1568-1600), cartographe, sa carte du monde de 1593 prend en compte la découverte portugaise du Regio Brasilis et d'une région portugaise qui peut être interprétée comme l'Antarctique, Odon Van Maelcote (1572 - 1615), jésuite belge et mathématicien, Grégoire de Saint-Vincent (1584-1667), étudiant en philosophie à Douai, mathématicien et géomètre de l'école belge, connu pour ses travaux de calcul d'aire.
Les historiens et auteurs connus comprennent Héribert Rosweyde (1588 ou 1569-1629), élève puis enseignant en philosophie à Douai, jésuite hagiographe, traducteur de l’Imitatio Christi, Aubert le Mire (Aubert Miraeus) (1573 – 1640), historien ecclésiastique, Valerius Andreas, (-1655), historien, hébraïsant et jurisconsulte des Anciens Pays-Bas, Antoine Legrand (1629-1699), licencié en théologie et docteur es-arts à Douai, chaire de philosophie de l'université de Douai, missionnaire en Angleterre, introduisit le cartésianisme en Angleterre, Charles Townley ou Towneley (1733–1805), peintre, graveur, collectionneur d'antiquités dont les Towneley Marbles aujourd'hui au British Museum.

### Personnalités liées aux facultés modernes de Douai

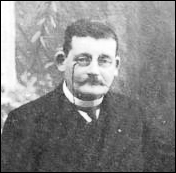
Georges Palante (1862-1925)

L'université a aussi compté dans ses rangs au XIXe siècle des universitaires dont l'enseignement fait partie de l'héritage assumé par l'université de Lille, tels que Auguste Angellier (1848-1911), professeur en langue et littérature anglaises à la faculté de lettres, Ernest Desjardins (1814-1886), historien, Charles-Victor Langlois (1863-1929), historien et archiviste paléographe.
Certains étudiants de Douai se sont illustrés au cours du XIXe siècle, tels que César Baggio (1846-1893), docteur en droit de l'université de Douai, avocat français, adjoint au maire de Lille et promoteur de la gymnastique, Alfred Giard (1846-1908), zoologiste, Georges Palante (1862 - 1925), philosophe et sociologue.